# Lihus
Lihus ist eine französische Gemeinde mit 424 Einwohnern (Stand 1. Januar 2022) im Département Oise in der Region Hauts-de-France. Sie gehört zum Arrondissement Beauvais, zur Communauté de communes de la Picardie Verte und zum Kanton Grandvilliers.

## Geographie
Die Gemeinde Lihus liegt in einem waldarmen, von weiten Ackerflächen geprägten Gebiet ohne oberirdische Fließgewässer, 20 Kilometer nördlich von Beauvais. Im Norden hat die Gemeinde an einer leichten Geländestufe zwei kleinere Waldgebiete (Bois Fourré und Bois de Crèvecœur), im Süden mit zehn Windkraftanlagen einen großen Anteil an einem interkommunalen Windpark. Niederschläge versickern im kalkhaltigen Untergrund, Starkregen entwässern über Trockentäler nach Norden zur Selle oder im Süden zum Petit Thérain. Zur Gemeinde gehört der Weiler Petit Lihus. Im Süden von Lihus steht ein Windpark.

## Geschichte
Der Ort bildete bereits vor dem 11. Jahrhundert eine Pfarrei. Die Herrschaft war seit 1677 Teil der Grafschaft Mannevillette.

## Einwohner
| Jahr                       | 1962 | 1968 | 1975 | 1982 | 1990 | 1999 | 2010 | 2021 |
| -------------------------- | ---- | ---- | ---- | ---- | ---- | ---- | ---- | ---- |
| Einwohner                  | 328  | 342  | 310  | 296  | 322  | 309  | 375  | 425  |
| Quellen: Cassini und INSEE |      |      |      |      |      |      |      |      |

## Sehenswürdigkeiten
- Kirche Notre-Dame aus dem 13. Jahrhundert mit einer Glocke aus dem Jahr 1416
- Kirche Saint-Christophe im Ortsteil Petit Lihus
- Schloss

Postkarten aus Lihus (um 1910)
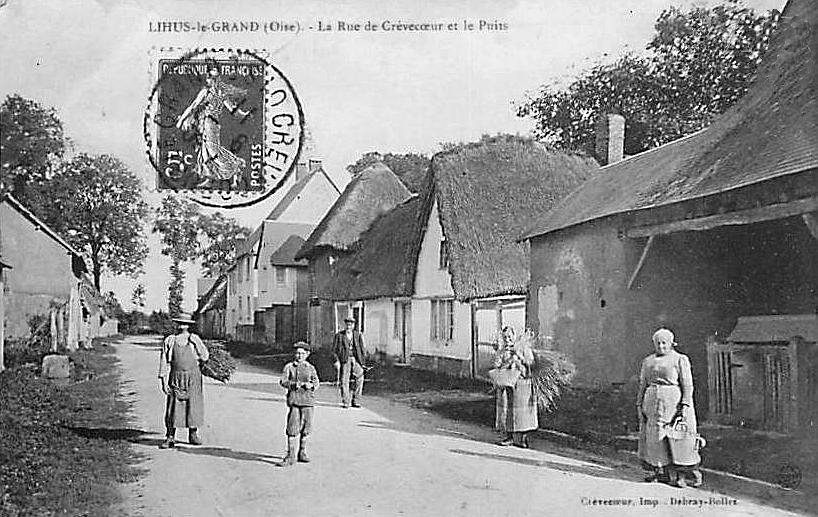
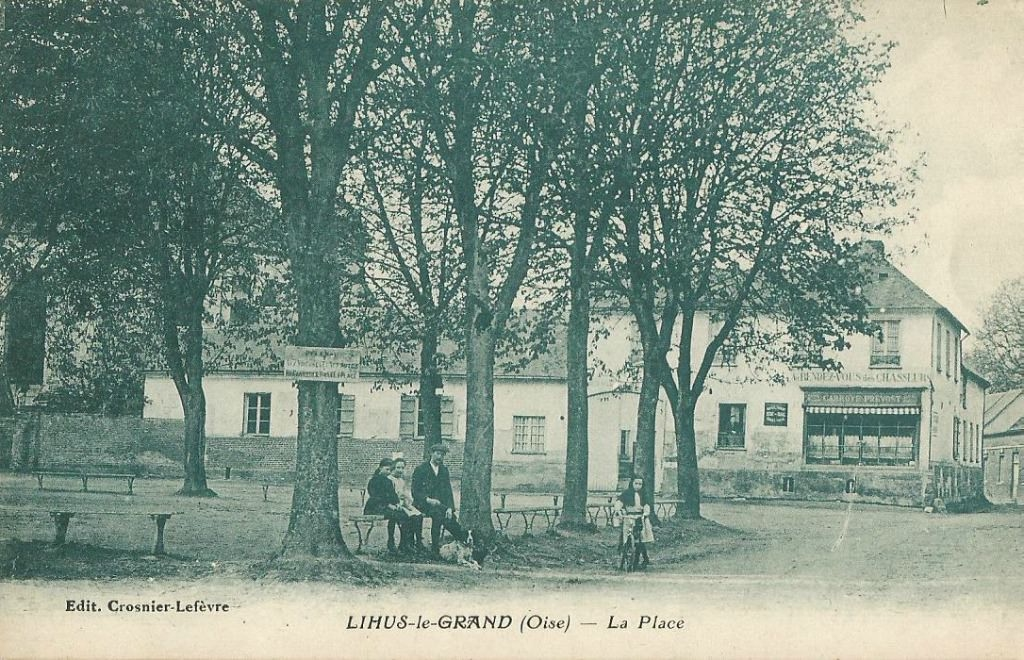